# آكل العسل الأنيق
آكل العسل الأنيق (الاسم العلمي:Meliphaga cinereifrons) (بالإنجليزية: Elegant Honeyeater)‏ هو نوع من الطيور يتبع جنس آكل العسل من فصيلة آكلات العسل.